# 石田幸雄
石田 幸雄（いしだ ゆきお、本名・同じ、1949年（昭和24年）8月3日 - ）は狂言方和泉流の能楽師。
東京都出身。東京都立忍岡高等学校卒業。
重要無形文化財総合指定者。長男に石田淡朗。

## 概要
1976年に野村万作の元に入門し、万作主催の万作の会に所属している。
50年近い芸歴を持ち、大胆かつ緻密な演技で、数多くの優れた舞台歴を持つ、「万作の会」における重鎮の狂言方である。
2001年に宝生流田崎隆三とともに「雙ノ会」を設立。
日本大学芸術学部・学習院大学・文化学院において非常勤講師を歴任。

新しい試みの舞台にも意欲的な発表が多く、「法螺侍」「まちがいの狂言」「敦atsushi-山月記・名人伝-」「国盗人」などにも出演。
普及公演での的確な解説にも定評がある。「万作の会」の海外公演にも多数参加。

2006年、「雙ノ会」で芸術祭大賞受賞。
2011年、観世寿夫記念法政大学能楽賞受賞。